# Ivan Baranka
Ivan Baranka (ur. 19 maja 1985 w Ilavie) – słowacki hokeista, reprezentant Słowacji, trzykrotny olimpijczyk.

## Kariera
- HK Dubnica U18 (1999-2002)
- HK Dubnica U20 (2002-2003)
- HK Dubnica nad Váhom (2002-2003)
- Everett Silvertips (2003-2005)
- Hartford Wolf Pack (2005-2008)
  -  New York Rangers (2007)
- Spartak Moskwa (2008-2012)
- Saławat Jułajew Ufa (2012-2013)
- Awangard Omsk (2013-2014)
- Slovan Bratysława (2014-2015)
- Rögle (2015-2016)
- HC Vítkovice (2016-2019)
- HC Kometa Brno (2019-2020)

Wychowanek klubu z Dubnicy. W drafcie NHL z 2003 wybrał go klub New York Rangers. Następnie Baranka występował w klubach farmerskich, zaś w lidze NHL w barwach Rangers rozegrał jedno spotkanie, 21 listopada 2007, w którym zaliczył asystę. Od 2008 zawodnik Spartaka Moskwa. Po czterech latach, w maju 2012 został przekazany do klubu Saławat Jułajew Ufa w zamian za Czecha Jakuba Nakládala. W moskiewskim klubie od 2008 występował wraz z nim jego rodak Štefan Ružička, zaś w 2013 razem grali także w Saławacie. W lipcu 2013 kontrakt Baranki z klubem został rozwiązany za porozumieniem stron, a w sierpniu został zawodnikiem Awangardu Omsk. Od lipca 2014 zawodnik Slovana. Od sierpnia 2015 zawodnik szwedzkiego klubu Rögle BK. Od kwietnia 2016 zawodnik HC Vítkovice. W styczniu 2019 został zawodnikiem Komety Brno. Po sezonie 2019/2020 odszedł z klubu.
Uczestniczył w turniejach mistrzostw świata edycji 2009, 2011, 2015 oraz zimowych igrzysk olimpijskich 2010, 2014, 2018.

## Sukcesy

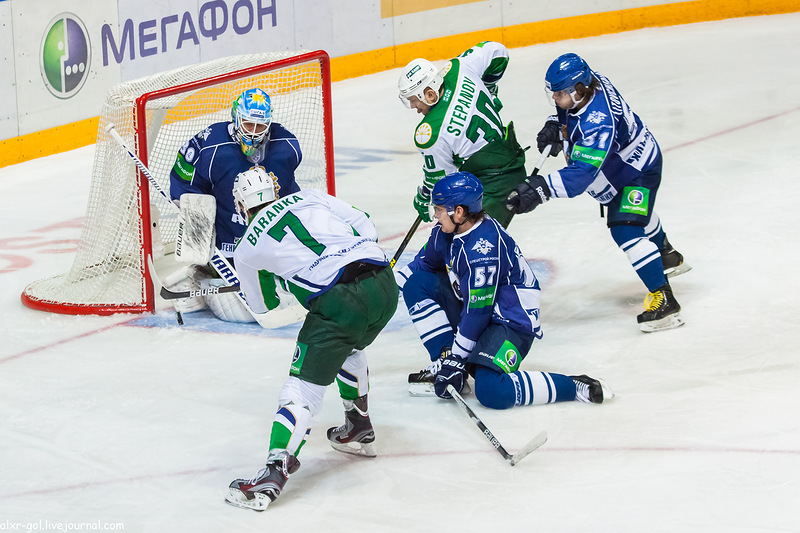
Ivan Baranka (pierwszy z lewej) w barwach Saławata oddaje strzał w meczu z Amurem Chabarowsk (2012)

Reprezentacyjne
- Srebrny medal mistrzostw świata juniorów do lat 18: 2003
- Srebrny medal mistrzostw świata: 2012

Klubowe
- Puchar Nadziei: 2014 z Awangardem Omsk

Indywidualne
- Sezon KHL (2009/2010): piąte miejsce w klasyfikacji kanadyjskiej wśród obrońców w sezonie zasadniczym: 32 punkty